# لاسلو لوکاچ
لاسلو لوکاچ (مجاری: Lukács László؛ زاده ۲۴ نوامبر ۱۸۵۰ – درگذشته ۲۳ فوریهٔ ۱۹۳۲) اقتصاددان، سیاستمدار، دیپلمات و استاد دانشگاه ارمنی‌تبار اهل مجارستان بود که از تاریخ ۲۲ آوریل ۱۹۱۲ تا تاریخ ۱۰ ژوئن ۱۹۱۳ نخست‌وزیر پادشاهی مجارستان بود.

## زندگی‌نامه
وی در ۲۴ نوامبر ۱۸۵۰ در زلاتنا به دنیا آمد. وی در ۲۳ فوریهٔ ۱۹۳۲ در سن ۸۱ سالگی در بوداپست درگذشت و در گورستان کرپشی به خاک سپرده شد.